# Setukové
Setukové (setucky setokõsõq, estonsky setud, česky též Setuové nebo Pskovští Estonci) jsou ugrofinský národ, který obývá oblast Setucka na jihovýchodě Estonska a severozápadě Ruska. Na rozdíl od Estonců, u nichž dominovalo luteránství, Setukové přijali v 15. století pravoslavnou víru, protože oblast spadala pod vládu Novgorodu a později Pskova. Název Setuk začal být používán ve 2. polovině 19. století k označení etnicky estonského obyvatelstva pskovské provincie a pravděpodobně nepochází od Setuků, ale od Estonců.

## Geografie
Setucko je oblast, kterou tvoří část estonských krajů Põlvamaa (farnosti Mikitamäe a Värska) a Võrumaa (farnost Meremäe a oblast Luhamaa, která je součástí farnosti Misso). Ruskou část tvoří Pečorský rajón, který je součástí Pskovské oblasti.

## Historie
V současné době neexistuje jednotný názor na původ Setuků. Podle jedné z převažujících teorií jsou Setukové potomci původního baltofinského obyvatelstva, které sídlilo v oblasti po tisíciletí, podle jiné teorie přišla hlavní vlna estonské imigrace do oblasti až na přelomu 17. a 18. století.
Na přelomu 19. a 20. století mělo Setucko výrazně venkovský charakter – v jediném městě oblasti, Petseri (rusky Печоры, Pečory), žilo pouze 50 estonsky mluvících obyvatel a je pravděpodobné, že z nich bylo jen málo Setuků. Hlavním zdrojem obživy bylo zemědělství. Dalším výrazným prvkem, který odlišoval Setuky od Estonců, byla nízká úroveň gramotnosti. Zatímco v roce 1897 umělo číst pouze 13,6 % setuckých mužů a 2,2 % žen, u Estonců v severním Estonsku to bylo 79,9 % mužů a 81,6 % žen a u Estonců v severním Livonsku 78,9 % mužů a 81,2 % žen.
Během německé okupace Pobaltí na konci první světové války bylo Pečorsko, čili severozápadní část Pskovské oblasti, administrativně připojeno k Estonsku jako kraj Petserimaa. Po stažení německé armády však velkou část Pobaltí včetně Petserimaa okupovala armáda sovětská a boje probíhaly i na samotném setuckém území. Než Estonci s pomocí britské armády a finských dobrovolníků zatlačili Sověty zpět za hranice, bylo zničeno mnoho setuckých vesnic. Po válce proběhla mezi Estonci a Sověty dlouhá mírová jednání, která zahrnovala i diskusi o hranici. Petserimaa bylo připojeno k Estonsku, čímž nově vzniklý stát získal i početnou ruskou menšinu.
I po první světové válce si Setucko uchovalo svůj zemědělský charakter. Průmyslových podniků bylo v oblasti velmi málo a obyvatelstvo si přivydělávalo výrobou a prodejem dřevěných a hliněných domácích potřeb. Ekonomická izolace oblasti způsobená především odstřihnutím od tradičních odbytišť, která se nyní nacházela za hranicemi, se výrazně zmenšila díky výstavbě železnice z Petseri do Tartu v roce 1931. V meziválečném období také velmi výrazně stoupla gramotnost v oblasti, v roce 1934 už byla téměř na stejné úrovni jako ve zbytku Estonska.
Po začlenění Estonska do SSSR v roce 1940 Petserimaa zůstalo ještě několik let vcelku, ale v roce 1945 byly zhruba tři čtvrtiny území včleněny do Ruské sovětské federativní socialistické republiky, zbylá čtvrtina se pak stala součástí kraje Võrumaa. Estonské obyvatelstvo zůstalo rozmístěno po obou stranách nové hranice. I po rozpadu Sovětského svazu v roce 1991 zůstalo Setuck rozděleno mezi Estonsko a Rusko. Na žádost Ruska byla otázka hranic znovu otevřena v roce 1999, ovšem bez výsledku.

## Počet obyvatel
První nepřesné údaje o počtu Setuků pochází od Friedricha Reinholda Kreutwzalda. Jeho záznamy hovoří o 7 748 Estoncích v Pskovské provincii, tento počet ale nemusí odpovídat realitě, protože se Kreutzwald musel spoléhat pouze na záznamy nepříliš ochotných místních úředníků a navíc ne všichni Estonci v této oblasti patřili k Setukům.
První poměrně spolehlivé údaje o počtu Setuků pochází z konce 19. století a zaznamenal je folklorista Jakob Hurt. Podle jeho záznamů, které na rozdíl od Kreutzwaldových skutečně hovoří o Setucích, a ne o Estoncích, počet Setuků rostl z 12 549 v roce 1885 přes 16 571 v roce 1902 až na 18 675 v roce 1908.
Zlom ve vývoji počtu obyvatelstva nastal za první světové války, která odstartovala postupný pokles počtu Setuků. V současné době se jejich počet odhaduje na 10 000 – 13 000, z nichž 3 000 – 4 000 žijí v oblasti Setucka.

## Jazyk
Setucký jazyk se prakticky neliší od võruštiny. Setucký kongres, který se sešel v roce 2002, však prohlásil Setuky za samostatný národ s vlastní kulturou, tradicemi a vlastním setuckým jazykem. Setukové přesto nechtějí vytvořit spisovnou formu jazyka, aby se neztratily ani jemné rozdíly mezi dialekty jednotlivých obcí.

## Náboženství
Hlavním prvkem, který odlišuje setucké obyvatelstvo od zbytku Estonska, je denominace. Zatímco v Estonsku dominuje luteránství, Setukové přijali v 15. století pravoslaví. Víra je pro Setuky důležitá i dnes – téměř v každém domě se nachází kout s pravoslavnými ikonami a ve vesnicích potom kaple zvané tsasouna (z ruského časovnja – kaple).

## Kultura
Setucko je známo lidovými písněmi leelo. Tyto písně se zpívají například na oslavách narozenin, svatbách a pohřbech, mají za úkol posluchače i zpěváky rozveselovat, dodávat jim sílu a pomáhat překonat těžká životní období. Důležitou roli má improvizace – hlavní zpěvačka tvoří píseň o čemkoliv, co ji zrovna napadne, a sbor po ní opakuje. Na rozdíl od tradičních estonských písní, které jsou většinou jednohlasé, leelo se zpívají vícehlasně.
Další příležitostí, kdy se dají slyšet písně leelo, je volba setuckého krále zvaného sootska. Tato tradice probíhá první srpnovou neděli a kromě samotné volby jsou na programu lidové písně, tance a soutěže, ale i pochod setucké armády.
Na krojích, stejně jako na jiných lidových zvycích, je patrný vliv ruské kultury, ale přesto si zachovaly svoji odlišnost. Typickým prvkem tradičních ženských krojů je velký stříbrný prsní plát.
V roce 1995 vyšel setucký epos Peko. Vypráví o Pekovi – setuckém bohu polí a plodnosti. Jeho božská role a původ jsou však v eposu potlačeny a Peko je jen hrdinou bojujícím pod Kristovým vedením proti Rusům. Epos byl vydán Snellmanovým institutem ve finském Kuopiu.
S tradiční setuckou kulturou se lze seznámit ve třech muzeích v obcích Värska, Saatse a Obinitsa.